# 日落區 (溫哥華)
日落區是加拿大卑詩省溫哥華最多元化的社區，位於市東南部。日落區環繞着多元文化的菲沙街（Fraser Street）區域，西邊與馬寶（Marpole）及渥列治（Oakridge）社區接壤，東邊與域多利-菲沙圍（Victoria-Fraserview）社區接壤。

## 地理
日落區位於東41街、安大略街、乃街及菲沙河之間。
日落區的商業區位於41街與51街之間的菲沙街路段。菲沙街區域被譽為溫哥華最具多元文化特色的街區，擁有許多亞洲及歐美企業。